# Chanoines réguliers de Saint Ruf
Les chanoines réguliers de Saint Ruf (en latin : Ordo canonicorum regularium Sancti Rufi) sont un institut de vie consacrée de chanoines réguliers fondé en 1039 à Avignon et supprimé par la commission des réguliers en 1772.

## Histoire
En 1039, quatre clercs en contact avec le chapitre de la cathédrale d'Avignon désirent mener une vie religieuse plus stricte. Benoît, évêque d'Avignon leur accorde l'église Saint-Ruf-et-Saint-Just avec quelques terres qui en dépendent. La communauté est une des premières à adopter la règle de saint Augustin, qu'elle contribue à diffuser dans le Midi de la France actuelle.
Les coutumes de saint Ruf sont adoptées, avec des modifications, par de nombreux chapitres d'Allemagne, d'Aquitaine, d'Espagne et du Portugal. À Lyon, l'évêque Gébuin leur cède l'église Notre-Dame de la Platière. Au XIIe siècle, des chanoines réguliers de la Sainte-Croix de Coïmbre sont envoyés à Saint-Ruf pour apprendre les coutumes et usages de la communauté. Leur diffusion est favorisée par la position géographique de l'abbaye Saint-Ruf d'Avignon (transférée en 1158 d'Avignon à Valence)et par l'élection d'un chanoine de Saint-Ruf au siège pontifical : Adrien IV. Plus tard Giuliano della Rovere, abbé commandataire de l'abbaye, fut à son tout élu pape. En revanche Anastase IV, crédité d'une appartenance à la congrégation avignonnaise, fut en réalité chanoine de San Frediano à Lucques. 
L'ancienne abbaye avignonnaise fut incendiée par les troupes de François Ier et le chef d'ordre valentinois, pillé dans les années 1560, dut être reconstruit en ville, auprès de l'ancien prieuré Saint-James. Une part importante des prieurés subit des avanies durant les guerres de Religion. En  1592, le Pape Clément VIII ordonna la suppression de tous les chapitres de chanoines réguliers dans la Catalogne et le Roussillon
En 1760, la congrégation ne comptait que 33 religieux et 9 maisons dans toute la France. L'année suivante, ils essayèrent de s'unir à l'ordre de Saint-Lazare de Jérusalem mais sans succès. Ils furent supprimés par la commission des réguliers en 1772.